# Aphis curtiseta
Aphis curtiseta är en insektsart som beskrevs av Holman 1998. Aphis curtiseta ingår i släktet Aphis och familjen långrörsbladlöss. Inga underarter finns listade i Catalogue of Life.